# Како је лепо било/Причај ми, причај
Како је лепо било/Причај ми, причај је седми студијски албум певачице Снежане Ђуришић. Објављен је 05. априла 1985. године у издању ПГП-РТБ. Албум је штампан у сребрном тиражу. Продуцент албума је Мирољуб Аранђеловић Кемиш.

## Песме на албуму
| Бр. | Песма                      | Музика                    | Текст             | Аранжман                  |
| --- | -------------------------- | ------------------------- | ----------------- | ------------------------- |
| 1.  | Како је лепо било          | Мирољуб Аранђеловић Кемиш | Мики Јовичић      | Мирољуб Аранђеловић Кемиш |
| 2.  | Нек' засвира виолина       | Мирољуб Аранђеловић Кемиш | Миља Вујановић    | Мирољуб Аранђеловић Кемиш |
| 3.  | Јој што ми се штуца        | Миша Мијатовић            | Радмила Тодоровић | Мирољуб Аранђеловић Кемиш |
| 4.  | Како мама каже             | Мирољуб Аранђеловић Кемиш | Мирко Глишић      | Мирољуб Аранђеловић Кемиш |
| 5.  | Греј ме, греј              | Миша Мијатовић            | Радмила Тодоровић | Мирољуб Аранђеловић Кемиш |
| 6.  | Причај ми, причај          | Миша Мијатовић            | Радмила Тодоровић | Мирољуб Аранђеловић Кемиш |
| 7.  | Испричаће комшије          | Мирољуб Аранђеловић Кемиш | Миодраг Ж. Илић   | Мирољуб Аранђеловић Кемиш |
| 8.  | Снови, снови               | Миша Мијатовић            | Радмила Тодоровић | Мирољуб Аранђеловић Кемиш |
| 9.  | Живот ти је утакмица стара | Радослав Граић            | Ж. Косановић      | Мирољуб Аранђеловић Кемиш |

## Информације о албуму
- Продуцент: Мирољуб Аранђеловић Кемиш
- Оркестар Мирољуба Аранђеловића Кемиша